# Place Jean-Marais
Place Jean-Marais – plac położony w 18. dzielnicy Paryża, obok Kościoła Saint Pierre de Montmartre niedaleko Place du Tertre, na szczycie wzgórza Montmartre.
Plac nazwany został imieniem aktora Jean Marais 26 kwietnia 2006 roku. Na inauguracji obecni byli Daniel Vaillant, mer 18. dzielnicy Paryża, Christophe Caresche oraz Michou.